# جی وی (عامل اعصاب)
جی وی (عامل اعصاب) (به انگلیسی: GV (nerve agent)) با فرمول شیمیایی C6H16FN2O2P یک ترکیب شیمیایی است. که جرم مولی آن ۱۹۸٫۱۷۶ گرم بر مول می‌باشد. 